# Globba variabilis
Globba variabilis är en enhjärtbladig växtart som beskrevs av Henry Nicholas Ridley. Globba variabilis ingår i släktet Globba och familjen Zingiberaceae.

## Underarter
Arten delas in i följande underarter:
- G. v. pusilla
- G. v. variabilis